# اگیلرا (آلبوم)
اگیلرا (به انگلیسی: Aguilera) نهمین آلبوم استودیویی و دومین آلبوم اسپانیایی زبان خواننده آمریکایی کریستینا آگیلرا است که در می ۲۰۲۲ منتشر شد.